# Tu recuerdo
«Tu Recuerdo» (рус. Вспоминать тебя) — это первый сингл с альбома Рики Мартина MTV Unplugged. Он был выпущен 26 сентября 2006 г. при участии Ла Мари из Chambao. Это национальная баллада потому, что в ней присутствуют элементы традиционной пуэрто-риканской музыки, к примеру, куатро.

## Появление в чарте
В США песня держалась на первой строке три недели в Hot Latin Songs и занимала верхушку Latin Pop Songs три недели. Он также достиг восемьдесят-девятой строки в Billboard Hot 100. «Tu Recuerdo» был распродан 82,000 цифровыми копиями в США. Он был сертифицирован четыре раза Платиновым в Мексике за продажи 400,000 цифровых копий и Золотым за 10,000 рингтонов.

## Награды
«Tu Recuerdo» был номинирован в категории «Запись Года» на церемонии Latin Grammy Awards of 2007. Он был также номинирован на «Песню Года», «Вокальный Дуэт или Сотрудничество» и «Латиноамериканская Поп Радио Песня Года», «Дуэт или Группа» на церемонии 2007 Latin Billboard Music Awards, и «Лучшая Баллада» на церемонии 2007 Premios Juventud.

## Форматы и трек-листы
US promotional CD single
1. «Tu Recuerdo» (featuring La Mari of Chambao) — 4:07

## Чарты и сертификации
| Чарт (2006)                             | Наивысшая позиция |
| --------------------------------------- | ----------------- |
| US Billboard Hot 100                    | 89                |
| US Billboard Hot Latin Songs            | 1                 |
| US Billboard Latin Pop Songs            | 1                 |
| US Billboard Latin Rhythm Airplay Chart | 25                |
| US Billboard Tropical Songs             | 3                 |
| Venezuela Top 100 (Record Report)       | 1                 |
| Venezuela Top Latino (Record Report)    | 1                 |
| Venezuela Pop Rock (Record Report)      | 8                 |

| Чарт (2007)                  | Позиция |
| ---------------------------- | ------- |
| US Billboard Hot Latin Songs | 3       |
| US Billboard Latin Pop Songs | 1       |
| US Billboard Tropical Songs  | 39      |

### Сертификации
| Страна  | Сертификации         |
| ------- | -------------------- |
| Мексика | 4× Платина (сингл)   |
| Мексика | Золото (рингтон)     |
| Испания | 4× Платина (сингл)   |
| Испания | 3× Платина (рингтон) |